# Stazione di Ebitsu
La stazione di Ebitsu (海老津駅?, Ebitsu-eki) è una fermata ferroviaria situata nella cittadina di Okagaki, nel distretto di Onga nella prefettura di Fukuoka in Giappone. La fermata si trova sulla linea principale Kagoshima della JR Kyushu.

## Linee e servizi ferroviari
JR Kyushu
■ Linea principale Kagoshima

## Struttura
La stazione è costituita da un marciapiede a isola e uno laterale con tre binari passanti su terrapieno. Il fabbricato viaggiatori è posto al livello inferiore, e i marciapiedi sono accessibili da sottopassaggio. Sono altresì presenti tornelli automatici con supporto alla bigliettazione elettronica Sugoca e biglietteria presenziata.
| 1 | ■ Linea principale Kagoshima |  | per Orio, Kurosaki, Kokura e Mojikō |
| 2 | ■ Linea principale Kagoshima |  | ricovero treni                      |
| 3 | ■ Linea principale Kagoshima |  | per Kashii, Hakata, Tosu e Ōmuta    |

## Stazioni adiacenti
| «                          | Servizio                   | »                          |
| Linea principale Kagoshima | Linea principale Kagoshima | Linea principale Kagoshima |
| -------------------------- | -------------------------- | -------------------------- |
| Ongagawa                   | Locale                     | Kyōikudaimae               |
| Ongagawa                   | Semirapido                 | Kyōikudaimae               |
| Orio                       | Rapido                     | Akama                      |